# Джон Скофілд (веслувальник)
Джон Скофілд  (англ. Jon Schofield, 10 травня 1985) — британський веслувальник, олімпієць.

## Виступи на Олімпіадах
| Олімпіада   | Дисципліна      | Місце |
| ----------- | --------------- | ----- |
| Лондон 2012 | байдарка-двійка | 200 м |

## Зовнішні посилання
- Досьє на sport.references.com [Архівовано 14 липня 2014 у Wayback Machine.]